# Olga Krivosheyeva
Olga Yuryevna Krivosheyeva (em russo:  Ольга Юрьевна Кривошеева; Almati, 15 de maio de 1961) é uma ex-jogadora de voleibol da Rússia que competiu pela União Soviética nos Jogos Olímpicos de 1988.
Em 1988, ela fez parte da equipe soviética que conquistou a medalha de ouro no torneio olímpico, no qual atuou em três partidas.